# Julian Cunningham
El mayor general Julian Wallace Cunningham (1 de mayo de 1893 – 22 de agosto de 1972) fue un alto oficial del Ejército de los Estados Unidos. Nació en Blairsville, Pensilvania y se educó en la Universidad George Washington graduándose en el Bachiller de Artes en 1916. Sirvió en Filipinas entre 1933 y 1935. Durante la Segunda Guerra Mundial, fue el Comandante del 112.º Regimiento de Caballería entre octubre de 1941 y noviembre de 1943, tiempo durante el cual dirigió como general de brigada, la comandancia de la Fuerza Operativa Director, a través de la batalla de Arawe en Nueva Bretaña y más tarde se desplazó a Papúa Nueva Guinea para dirigir la Batalla del río Driniumor. Después de la guerra, se le ofreció el puesto de comandante general del Comando de Alaska del Ejército de los Estados Unidos, donde se retió como mayor general en mayo de 1952.

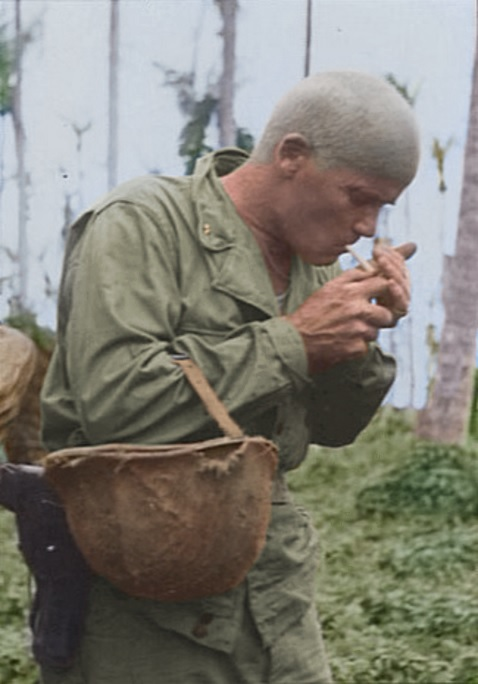
El comandante de brigada Cunningham después del desembarco de Arawe, diciembre de 1943.